# 犬ガンダム
『犬ガンダム』（いぬガンダム、MOBILE SUIT DOG-GUNDAM）は、唐沢なをきによる日本のギャグおよびパロディ漫画作品。通称「犬ガン」。テレビアニメ『機動戦士ガンダム』を題材にした『ガンダムエース』（角川書店）に連載されていた。単行本は全2巻。

## 概要
登場キャラクターがすべて犬（登場犬物〈とうじょうけんぶつ〉）になっている。そのため、彼らは犬特有の行動に加えて原作よりも「おバカ」・非理性的で本能に忠実な行動をとる。地球連邦は「犬地球連邦」、ジオン公国は「犬ジオン公国」、登場モビルスーツは犬地球連邦側・犬ジオン公国側を問わず日本の郷土玩具や民芸品に全て置き換えられている。その他の兵器も、犬をモチーフとしたものに置き換えられるなど、唐沢の作品にしばしば見られるテーマへの強いこだわりによって構築されている。
機動戦士ガンダムの監督であった富野由悠季はガンダムエースのインタビューにおいて、本作を絶賛している。単行本の帯にもコメントをした。
本編とは別に、劇場版『機動戦士Ζガンダム』の公開に合わせて発売された増刊号『Ζガンダムエース』ではカミーユ犬を主人公とした『犬Ζガンダム』（いぬゼータガンダム）が、最終回の次の号で特別編として田河水泡の漫画『のらくろ』のパロディである『猛犬連邦軍 あむくろ二等兵』（もうけんれんぽうぐん あむくろにとうへい）がそれぞれ読み切りとして掲載された。

## ストーリー
基本的にストーリーはテレビアニメ『機動戦士ガンダム』を踏襲して進行するが、途中からは登場犬物がさっぱり死ななくなる。ガルマ犬をはじめとする、原作で戦死したジオン系の登場犬物は全て犬ホワイトベースの乗員となり、逆にリュウ犬やマチルダ犬は犬ジオン軍に救助され、連載が進むにつれて登場犬物はどんどん増えていった。犬ア・バオア・クーでの最終決戦では、第1話で登場したジーン犬やデニム犬といった、それまで救助された描写がなかったキャラクターもしっかり再登場している。ただし彼らについては、単行本化に際しての描き下ろし（犬哀･戦士）で、なぜ再登場できたのかが明らかにされており、結果的には死亡犬が全くいなかったことになる。
そして最終決戦は敵味方が入り乱れる大混戦となるが、生きていたデギン犬とレビル犬が戦場に現れて終戦協定が結ばれたことを宣言すると同時に、なんとジオン犬・ズム・ダイクン夫妻も犬ア・バオア・クーに生きて顔を見せる。実は長逗留の温泉旅行で姿を消していたらしい（『犬ガンダム THE ORIGIN シャア犬・セイラ犬編』より）。しかも旅行中に彼らの間に3匹めの子犬ができたことも判明し、丈夫な良い子犬が生まれるようにと、その場の全員が祝福するとともに犬ガンダムに願いを込めて物語は終わる。

## 主な登場犬物
※カッコ内はモデルとなった犬
アムロ犬レイ（柴犬系雑種/オス/十ヶ月半）
本作の主人公で犬ガンダムの犬パイロット。ブライト犬ノアやフラウ犬ボゥに「噛みつかれ」たり、リュウ犬ホセイや甲斐犬紫電など他の犬に「尻をなめられる」など結構いじめられる。また尻なめ要員にされ犬ホワイトベースから脱走したりした。原作と同じくマチルダ犬が好きで年上フェチ。毛色は赤で尾が裏白。多くの戦いを通じていくうちに「犬（いぬ）ータイプ」へと覚醒していく。
シャア犬アズナブル（キャバリア/オス/一歳半）
本作のもう一人の主人公。原作ではクールなキャラだったが、本作ではおバカキャラになっている。階級は少佐。赤犬の彗星の異名を持つ。臆病なガルマ犬に対してわざと吠えてみたり、ガルマ犬が体を舐めてきたときに苦味スプレーを吹き付けておくなどと、原作と同じくガルマ犬に執拗な嫌がらせ（からかっているともとれる）をしたりする。またガルマ犬が戦死した（正確に言うと戦死していなかった）ときに責任を取って左遷され、復帰したときにはストレスで尻の毛が抜けてしまったこともある。後に、命令されることに悦びを感じる犬の本能に目覚める。笑い声は「わんはっはっはっは」。
ブライト犬ノア（ブル・テリア/オス/一歳四ヶ月）
犬ホワイトベースの艦長。使命感が強く、軍務に忠実だが、顎の力がとても強いので、咬まれると痛い。
ガルマ犬ザビ（チワワ/オス/一歳半）
犬ザビ家の四男犬。犬ジオン軍北海道方面軍指揮官で階級は大佐。犬ドップのパイロット。シャア犬が吠えただけでびびるほど臆病な性格で、シャア犬によくからかわれている。出撃中に通信でシャア犬がほえてパニックにもなった。またイセリナ犬と会っているときにもシャア犬が吠えたためおじけついてしまった。
原作とは異なり九死に一生を得、流浪の果てにアムロ犬の母犬カマリア犬に拾われて可愛がられ、その様を見たアムロ犬は原作以上の衝撃を受けた。
ガルマ犬をチワワにしたため、ザビ家一同のデギン犬・ギレン犬・キシリア犬・ドズル犬もチワワである。ドズル犬は読者人気投票で4位を取っている。彼の妻のゼナ犬ザビはセント・バーナードで、夫を楽々と口でくわえて運ぶ（ミネバ犬とまちがえた）ことができる。
黒い三犬星(さんけんせい)（ガイア犬・オルテガ犬・マッシュ犬）（ポメラニアン/オス/歳は不明）
犬ジオン軍エース部隊。凄まじいラブリーさの持ち主たちで、それを使って犬ジェットストリーム・アタック（敵の周りをぐるぐる回って相手を不安にさせる技）を繰り出す。

## 主な登場兵器
※カッコ内はモデルとなった郷土玩具、および民芸品
犬ガンダム（浅草犬張子）
浅草犬張子がベースとなっているモビルスーツ。犬ガンキャノン、犬ガンタンク、犬ジム、犬ボール、犬Gファイターも同様に作られているが、特に量産型の犬ジムと犬ボールは明らかに作りが雑。でんでん太鼓（ビーム・サーベル）や噛み付きを駆使して戦う。張り子なので水には弱い。テム犬の回路は犬ア･バウア･クーで（強制的に）付けられ、対ダルマでにらめっこで用いられた（犬ボールのようなものが鼻から出てくる）。セイラ犬マス曰く、口(コックピット)の中はかなり臭いらしい。
ベコ（赤べこ・千両べこ）
モノアイの付いたモビルスーツ。行動する時には必ず「んもー、んもー」（あるいは「モー、モー」）と鳴きながら行動する。特にシャア犬専用の赤いベコは通常の3倍で首が揺れるので、搭乗するときは乗り物酔いの注意が必要。
クマ（木彫り熊）
上記のベコ同様、モノアイの付いたモビルスーツ。ランバ・ラル犬が搭乗する。
トラ（出雲虎張子）
十字形のモノアイが特徴的な黒いモビルスーツ。黒い三犬星が搭乗。三位一体の攻撃（犬ジェットストリーム・アタック）を相手に仕掛ける。なおガイア犬のトラは元ネタ同様、アムロ犬の犬ガンダムにマウントされた（踏みつけられた）。
コケシ（鳴子こけし）
十字形のモノアイと細見の身体が特徴的な薄紫色のモビルスーツ。マ・クベ犬が搭乗。ピョンピョンと跳ね回って犬ガンダムを翻弄するものの、結果的に犬ータイプに覚醒し始めたアムロ犬に敗北した。
ウサギ（のごみ人形十二支兎土鈴）
兎土鈴がベースとなっている緑色のモビルアーマー。ララァ犬が搭乗。
サルボボ（さるぼぼ）
のっぺらぼうの顔が特徴的な赤いモビルスーツ。シャア犬が搭乗。
ダルマ（だるま）
劇中でシャア犬が最後に搭乗したモビルスーツ。元ネタと異なりモノアイが装備されていない。

## 書誌情報
- 矢立肇・富野由悠季（原案）・唐沢なをき『犬ガンダム』KADOKAWA角川書店〈角川コミックス・エース〉全2巻
  1. 地上編 2006年4月21日発売、ISBN 9784047138131[1]
  2. 宇宙編 2007年4月26日発売、ISBN 978-4047139114[2]